# Sankt Andrä-Wördern
Sankt Andrä-Wördern è un comune austriaco di 7 813 abitanti nel distretto di Tulln, in Bassa Austria; ha lo status di comune mercato (Marktgemeinde). È stato istituito nel 1972 con la fusione dei comuni di Altenberg, Greifenstein, Hintersdorf, Kirchbach, Sankt Andrä vor dem Hagenthale e Wördern; capoluogo comunale è Wördern.

## Geografia fisica
Il territorio comunale comprende sette comuni catastali: Altenberg, Greifenstein, Hadersfeld, Hintersdorf, Kirchbach, Sankt Andrä vor dem Hagenthale e Wördern.